# باب‌اسفنجی شلوارمکعبی (فصل ۵)
فصل پنجم باب‌اسفنجی شلوارمکعبی فصل پنجم سریال تلویزیونی انیمیشنی آمریکایی باب‌اسفنجی شلوارمکعبی است که توسط زیست‌شناس دریایی و انیماتور استیون هیلنبرگ خلق شده‌است، از ۱۹ فوریه ۲۰۰۷ تا ۱۹ ژوئیه ۲۰۰۹ در نیکلودئون پخش شد و شامل ۲۰ قسمت (۴۱ قسمت) بود که از قسمت ویژه " دوست یا دشمن " شروع شد.